# Kancelář Poslanecké sněmovny
Kancelář Poslanecké sněmovny zajišťuje odborný, organizační a technický provoz Poslanecké sněmovny, jejích orgánů a funkcionářů, stejně jako jednotlivých poslanců i poslaneckých klubů. Podobné funkce plní také vůči českým poslancům Evropského parlamentu. Spravuje také rozpočet Poslanecké sněmovny. Je zřízena zákonem č. 59/1996 Sb., o sídle Parlamentu České republiky, podle kterého je rozpočtovou organizací státu. Její činnost upravuje Jednací řád Poslanecké sněmovny. 
V jejím čele stojí vedoucí Kanceláře, kterého jmenuje a odvolává předseda sněmovny. V letech 1993–2017 jím byl Ing. Petr Kynštetr, CSc., kterého v období 2017–2022 vystřídal Mgr. Jan Morávek. Od 1. 5. 2022 je vedoucím Kanceláře Mgr. Martin Plíšek. Pod Kancelář spadá např. kancelář předsedy sněmovny, bezpečnostní útvar, sekretariáty výborů i komisí, parlamentní knihovna nebo Parlamentní institut.